# Anagignoskomena
El anagignoskomena o anagignoscomena (del griego antiguo, anagignōskómena, literalmente "lo que ha de ser leído") es el conjunto de libros y pasajes considerados como parte del canon bíblico del Antiguo Testamento por la Iglesia ortodoxa, pero no por la Iglesia católica, las distintas denominaciones protestantes mayoritarias o el judaísmo rabínico que los consideran textos apócrifos o pseudoepigráficos. Éstos incluyen genéricamente:
- 1 Esdras (llamado en la Vulgata, 3 Esdras)
- 3 Macabeos
- Odas (contiene la Oración de Manasés y el Himno Matutino)
- Salmo 151

A los que se añaden sólo en algunas autocefalias orientales de manera específica:
– Tradición Armenia:
- José y Asenet
- Testamentos XII Patr.

– Tradición Georgiana:
- 2 Esdras (llamado en la Vulgata, 4 Esdras)
- 4 Macabeos

– Tradición Siríaca:
- 2 Baruc (Apocalipsis Siríaco de Baruc)
- 5 Macabeos (Macabeos Árabes o Guerra Judía VI de Josefo)
- Salmos 152-155
- Salmos de Salomón

– Tradición Tewahedo Etíope:
- 4 Baruc (Paralipómenos de Jeremías)
- 1 Enoc
- Josipón (Pseudo-Josefo)
- Kebra Nagast (Gloria de los Reyes Etíopes)
- Jubileos
- 1-3 Meqabyan (Macabeos Etíopes)
- Säqoqawä (Lamentaciones Etíopes)